# Nancy Meyers
Nancy Jane Meyers (Filadélfia, 8 de dezembro de 1949) é uma diretora, produtora e roteirista estadunidense.

## Filmografia Completa
- Diretora:
  - The Intern (2015)
  - It's Complicated (2009)
  - The Holiday (2006)
  - Something's Gotta Give (2003)
  - What Women Want (2000)
  - The Parent Trap (1998)

- Produtora:
  - The Holiday (2006)… produtora
  - Something's Gotta Give (2003)… produtora
  - The Affair of the Necklace (2001)… produtora executiva (não-creditada)
  - What Women Want (2000)… produtora
  - Ted Hawkins: Amazing Grace (1996)… co-produtora
  - Father of the Bride Part II (1995)… produtora
  - I Love Trouble (1994)… produtora
  - A Place to Be Loved (1993)… produtora associada
  - Father of the Bride (1991)… produtora
  - Baby Boom (1987)… produtora
  - Private Benjamin (1980)… produtora

- Roteirista / Argumentista:
  - The Intern (2015)
  - The Holiday (2006)… escrito por ela
  - Something's Gotta Give (2003)… escrito por ela
  - The Parent Trap (1998)… roteiro
  - Father of the Bride Part II (1995)… roteiro
  - I Love Trouble (1994)… escrito por ela
  - Once Upon a Crime... (1992)… roteiro
  - Father of the Bride (1991)… roteiro
  - Baby Boom (1988)… criadora das personagens
  - Baby Boom (1987)… escrito por ela
  - Jumpin' Jack Flash (1986)… escrito por ela como Patricia Irving
  - Protocol (1984)… roteiro
  - Irreconcilable Differences (1984)
  - Private Benjamin (1981)… criadora das personagens
  - Private Benjamin (1980)… roteiro